# Cranium (gioco)
Cranium è un gioco di società che si basa su Ludo creato da Whit Alexander e Richard Tait nel 1998. Il gioco è prodotto da Cranium, Inc. sussidiaria di Hasbro. A differenza di altri giochi, Cranium include un'ampia varietà di diverse attività da svolgere tra cui risposta a domande, disegno, canto, mimo e modellazione della plastilina. Giorgio Davanzo creò l'imballaggio e il marchio per il gioco. Gary Baseman le illustrazioni e la parte artistica.

## Regole
Ci sono fino ad un massimo di 4 squadre, composte da un minimo di 2 giocatori ciascuna. Formate le squadre, inizia quella a cui appartiene il giocatore con la data di nascita più prossima. Al contrario di molti altri giochi, qui il dado viene tirato dopo, solo se la squadra supera la prova della carta gioco; altrimenti si passa il turno senza tirare il dado. Nel tabellone ci sono "tappe" di 5 colori; per quelle verdi, gialle, rosse e blu bisogna pescare le carte del colore corrispondente. Invece per quelle viola la squadra può scegliere a proprio piacimento quale pescare. Nella posizione più lunga il tabellone comprende anche dei "piccoli cranium viola" e delle scorciatoie. 
INIZIO
La squadra alla destra pesca una carta gioco del colore che vuole.

## Categorie di carte
Vi sono 4 categorie di carte contrassegnate dai colori: rosso, verde, giallo e blu. Il rosso sono domande di conoscenza, il verde prove di canto (sono tutte multiplayer), il giallo indovinelli o rebus e il blu prove d'arte come il disegno e la scultura.

## Club Cranium
Nelle carte Club Cranium partecipano tutti i concorrenti e tira il dado una volta in più la squadra vincente.

## Espansioni e spinoff
Booster Boxes
Cadoo
Conga
Cranium Turbo Edition
Cranium The Family Fun Game
Cranium Wow
Cranium Kabookii
Cranium Hoopla
Cranium Scribblish